# Alusjta

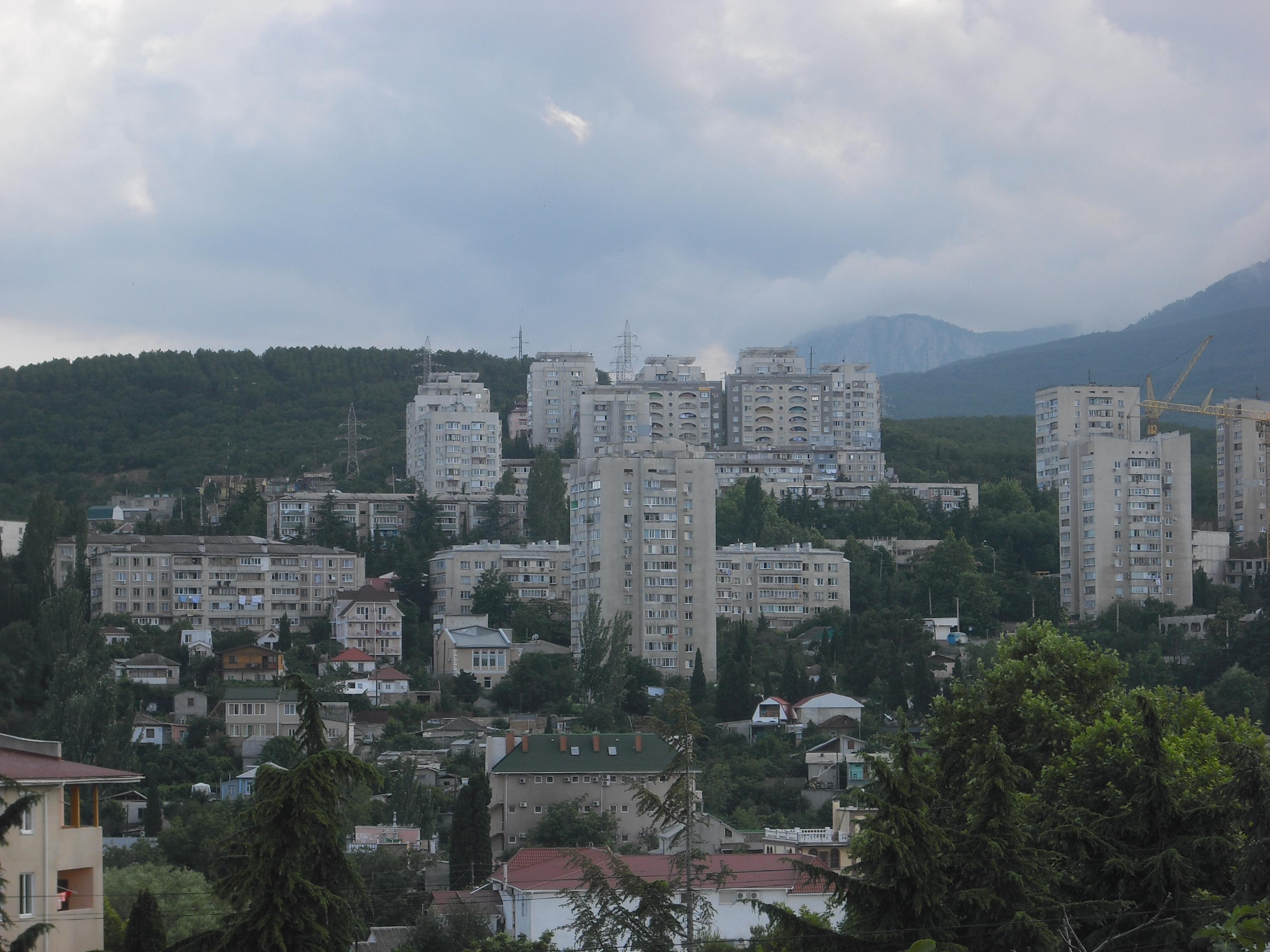
Vy över Alusjta.

Alusjta (ukrainska: Алушта uttal (fil); ryska: Алу́шта, krimtatariska: Aluşta) är en stad på Krimhalvön. Den är belägen vid Svarta havet på Krims sydkust, på vägen mellan Gurzuf och Sudak; staden är även förbunden med Simferopol och Jalta via trådbuss. Det omgivande landskapet är bergigt. Folkmängden uppgick till 28 642 invånare i början av 2012, med totalt 52 284 invånare inklusive några omgivande orter och landsbygd under stadens administration.
Staden kallades Aluston (Ἄλουστον) som del av Bysans, och Lusta som genuesisk besittning. I staden finns lämningarna från ett bysantinskt försvarstorn och ett genuesiskt fort från 1400-talet. Staden är även känd som kurort.